# Annihilation
Annihilation è una saga a fumetti pubblicata negli Stati Uniti d'America dalla Marvel Comics da marzo 2006 a maggio 2007. Venne ideata da Keith Giffen, sviluppando spunti presenti nella sua miniserie dedicata a Drax il distruttore (Drax the Destroyer: Earth Fall, settembre 2005), che funge da preludio alla saga ed è incentrata su un gruppo di personaggi "cosmici", alcuni dei quali assenti da diverso tempo, strutturandosi attraverso un prologo, un crossover tra quattro miniserie parallele incentrate ognuna su un personaggio diverso, l'evento centrale e un'ultima miniserie a conclusione. Sono poi seguiti nel 2007 una nuova saga crossover, Annihilation: Conquest, e una nuova serie regolare Nova (vol. 4).

## Storia editoriale
Il prologo alla saga fu un numero unico di 48 pagine, Annihilation: Prologue, pubblicato il 15 marzo 2006. Seguirono quattro serie in parallelo di quattro numeri ciascuna, Silver Surfer (1º aprile 2006), Super-Skrull (12 aprile, 2006), Nova (19 aprile 2006) e Ronan the Accuser (26 aprile 2006). Venne poi pubblicata la miniserie di sei numeri, Annihilation, da agosto 2006 alla quale seguì la miniserie in due numeri Annihilation: Heralds of Galactus e una nuova serie di Nova.
Nonostante non furono indicate in copertina come parte della saga, le miniserie Drax the Destroyer: Earthfall (settembre 2005) e Thanos (2004) sono da intendersi come i preludi della saga

### Elenco albi
- Earthfall da Drax il distruttore nn. 1-4 (novembre 2005 - febbraio 2006, di Keith Giffen e Mitchell Breitweiser)

- Annihilation Day da Annihilation: Prologue n. 1 (maggio 2005), di Keith Giffen (testi), Scott Kolins & Ariel Olivetti (disegni)

- Annihilation: Nova n. 1-4 (giugno - settembre 2006) di Dan Abnett & Andy Lanning (testi), Kevin Walker (matite) e Rick Magyar (chine)

### Edizione in volume
La saga è stata ristampata in volumi con copertina cartonata, Annihilation TPB (HC):
- n. 1 (aprile 2007)
  1. Earthfall da Drax il distruttore n. 1 (novembre 2005), di Keith Giffen (testi) e Mitchell Breitweiser (disegni)
  2. Illegal aliens da Drax il distruttore n. 2 (dicembre 2005), di Keith Giffen (testi) e Mitchell Breitweiser (disegni)
  3. From the ashes da Drax il distruttore n. 3 (gennaio 2006), di Keith Giffen (testi) e Mitchell Breitweiser (disegni)
  4. Hard penance da Drax il distruttore n. 4 (febbraio 2006), di Keith Giffen (testi) e Mitchell Breitweiser (disegni)
  5. Annihilation Day da Annihilation: Prologue n. 1 (maggio 2005), di Keith Giffen (testi), Scott Kolins & Ariel Olivetti (disegni)
  6. All for one da Annihilation: Nova n. 1 (giugno 2006), di Dan Abnett & Andy Lanning (testi), Kevin Walker (matite) e Rick Magyar (chine)
  7. And one for all da Annihilation: Nova n. 2 (luglio 2006), di Dan Abnett & Andy Lanning (testi), Kevin Walker (matite) e Rick Magyar (chine)
  8. Safety in numbers da Annihilation: Nova n. 3 (agosto 2006), di Dan Abnett & Andy Lanning (testi), Kevin Walker (matite) e Rick Magyar (chine)
  9. Ten minutes and counting da Annihilation: Nova n. 4 (settembre 2006), di Dan Abnett & Andy Lanning (testi), Kevin Walker (matite) e Rick Magyar (chine)

### Edizione italiana
La saga è edita da Panini Comics-Marvel Italia nei seguenti albi:
- Marvel Monster Edition n.7 (dicembre 2006): contiene Drax the Destroyer: Earth Fall (da settembre 2005) - preludio all'evento.
- Marvel Crossover 44 (febbraio 2007): contiene Annihilation: prologue (marzo 2006), Annihilation: Nova (da giugno 2006).
- Marvel Crossover 45 (aprile 2007): contiene Annihilation: Silver Surfer (da giugno 2006), Annihilation: Super-Skrull (da giugno 2006).
- Marvel Crossover 46 (giugno 2007): contiene Annihilation: Ronan (da giugno 2006)
- Marvel Crossover 47 (agosto 2007): contiene Annihilation (da ottobre 2006 a marzo 2007)
- Marvel Crossover 48 (gennaio 2008): contiene Annihilation: heralds of Galactus (aprile-maggio 2007) e i numeri 1-3 della nuova serie regolare Nova, volume 4.

Nel 2014 la serie è stata ristampata in 3 volumi della collana Marvel Monster Cosmici insieme a Annihilation: Conquest e alla serie Guardiani della Galassia.
- Annihilation Volume 1: Contiene Drax The Destroyer: Earthfall, Annihilation: Prologue e Annihilation: Nova.
- Annihilation Volume 2: Contiene Annihilation: Silver Surfer, Annihilation: Ronan e Annihilation: Super-Skrull.
- Annihilation Volume 3: Contiene Annihilation #1-6 e Annihilation: Heralds of Galactus.

## Trama
Dopo un'evasione di massa alle Kyln, le prigioni intergalattiche più antiche del Big Bang, una flotta di astronavi organiche a forma di insetti attacca le celle e le distrugge. Senza nemmeno sapere chi comanda la flotta e perché, l'universo entra in visibilio, soprattutto dopo la distruzione di Xandar, pianeta natale dei Nova Corps, di cui l'unico sopravvissuto è Richard Rider, Nova Primo, che entra in possesso di tutta la forza Nova.
Dopo questi attacchi l'onda Annilathion colpisce l'impero Skrull, lo distrugge e passa a quello dei Kree. Dopo questi eventi si scopre che il vero comandante della flotta è Annihilus e che Thanos di Titano è suo alleato. Insieme scoprono che dalle Kyln sono evasi Tenebroso e Aegis, due entità cosmiche pari a Galactus. Grazie a loro riescono a catturare il Divoratore di mondi e a farne un'arma galattica. Intanto su Hala, pianeta madre Kree, Ronan l'Accusatore diventa imperatore supremo e uccide il Supremor, benché questo omicidio sia causato dalla morte vivente della Suprema Intelligenza. Per rispondere a questi attacchi viene creato il fronte unito, formato da Nova, Gamora, Drax, Star-Lord, Badoon, Skrull, Kree, Ronan, Super-Skrull e Praxagora.
Alla fine, dopo aver rapito la figlia di Drax, Dragoluna, Thanos cambia fronte e cerca di riprogrammare Galactus per fermare Annihilus, ma subito dopo viene ucciso da Drax. L'ira del Divoratore si riversa sull'onda e Annihilus viene ucciso da Nova.

### Drax The Destroyer: Earthfall
Drax il Distruttore è insieme ai criminali Paibok, Lunatik e i Fratelli di Sangue su una astronave-prigione che si schianta in Alaska. Drax fa amicizia con una ragazzina di nome Cammi e cerca di proteggere i locali dagli altri prigionieri. Durante lo scontro, Drax viene ucciso da Paibok, ma successivamente riemerge con un nuovo corpo e riesce a sconfiggere Paibok e la sua banda.
Un'altra astronave-prigione arrivò sulla Terra per arrestare Drax e Cammi.

### Prologo
L'Onda Annihilation, una enorme armata di mostri e astronavi dall'aspetto insettoide proveniente dalla Zona Negativa, comandata da Annihilus, entra nell'universo dalla Frattura, l'area dello spazio dove l'universo e la Zona Negativa si incontrano. La prigione Kyln e altri sistemi vicini vengono rapidamente distrutti. La Nova Corps, un corpo di polizia intergalattico chiama a rapporto tutti i suoi centurioni per un briefing su Xandar, il pianeta madre del corpo. Durante il briefing, Xandar viene attaccato dall'Onda Annihilation e i Nova vengono sterminati tutti eccetto Richard Rider, l'unico terrestre membro del corpo; anche Drax e Cammi, riuscirono a salvarsi.
Nel frattempo, Ronan l'accusatore viene arrestato per tradimento, il Super Skrull scopre che l'Onda Annihilation si sta avvicinando al territorio dell'impero Skrull e Silver Surfer decide di investigare sulla invasione.

### Nova
Dopo la caduta di Xandar, Richard Rider, unico superstite della Nova Corps, decide di permettere all'Uni-Mente, il supercomputer che contiene tutta la conoscenza di Xandar e che forniva ai membri della Nova Corps l'energia chiamata Nova Force, di trasferirsi nel suo corpo e nella sua mente per impedire che si perda.
Con l'intera conoscenza di Xandar e la Nova Force nel suo corpo, Richard diventa Nova Prime. Per compensare, l'Uni-Mente crea per Richard una nuova tuta che gli permette di regolare la Nova Force in modo che non impazzisca a causa dell'enorme potere che ora ha a disposizione.
Nova Prime, Drax e Cammi lasciano ciò che resta di Xandar e vanno in un sistema vicino, arrivati là, incontrano Quasar(Wendell Vaughn), l'eroe portatore delle Bande Quantiche, che stava aiutando la popolazione di un pianeta ad evadere. Arriva l'Onda Annihilation e Nova Prime e Quasar attaccarono per permettere ai civili di fuggire. Nova e Quasar si imbatterono in Annihilus, e quest'ultimo riuscì ad uccidere Quasar e a impossessarsi delle sue Bande Quantiche.
Dopo essere riuscito a fuggire, Nova chiede a Drax di insegnargli ad essere un combattente migliore.

### Ronan
In fuga dalle autorità Kree, Ronan si mette alla ricerca di Tana Nile, un testimone che l'aveva falsamente accusato di tradimento. Ronan atterra sul pianeta Godthab Omega dove trova un accampamento di guerrieri Kree guidati dal suo vecchio amico Korath. Korath dice a Ronan che Tana Nile si è unita alle Grazie, un gruppo di feroci guerriere guidate da Gamora che tenevano l'accampamento dei Kree sotto assedio. Dopo aver sconfitto Nebula e Stellaris, Ronan affronta Gamora in persona, che in realtà era stata manipolata dal supercattivo Glorian.
Godthab Omega viene attaccato dall'Onda Annihilation e Ronan, Gamora e Glorian si allearono per combattere le forze di Annihilus. Tana Nile viene uccisa impedendo a Ronan di dimostrare la sua innocenza. Nonostante ciò, Ronan decide comunque di ritornare nell'impero Kree per avvertire tutti della minaccia di Annihilus.

### Silver Surfer
Annihilus manda il suo braccio destro Famelico a catturare gli araldi di Galactus per poter prendere da loro il Potere Cosmico. Silver Surfer si allea con gli ex-araldi Firelord e Air-Walker per fermare Famelico. Air-Walker viene ucciso, e Famelico cattura Terrax e Morg. Per poter diventare abbastanza potente da combattere l'Onda Annihilation, Silver Surfer decide di tornare ad essere l'araldo di Galactus, mentre Stardust e Firelord si uniscono al Fronte Unito per combattere Annihilus.
Galactus rivela che la distruzione della prigione Kyln ha liberato Tenebroso e Aegis, due antiche entità cosmiche che furono sconfitte e imprigionate da Galactus quando l'universo era ancora giovane.
Thanos, alleato di Annihilus, si fece aiutare da Aegis e Tenebroso nel catturare Galactus.

### Super Skrull
Una volta che l'Onda Annihilation raggiunge l'impero Skrull, incomincia ad utilizzare una super arma chiamata la Mietitrice Dei Dolori, una enorme astronave che converte interi pianeti in carburante per l'Onda. Scoprendo che il pianeta dove si trova suo figlio è sulla strada dell'Onda, Kl'rt il Super-Skrull e un giovane ingegnere Skrull, R'Kin si avventurano nella Zona Negativa per trovare un modo di fermare la Mietitrice Dei Dolori.
Kl'rt trova Hawal, il guardiano di una prigione planetaria e colui che ha progettato la Mietitrice. Usando la tortura, Kl'rt costringe Hawal a dargli un virus che può distruggere la Mietitrice e forma un esercito con i detenuti della prigione.
Quando Kl'rt ritorna all'impero Skrull con il suo nuovo esercito per distruggere la Mietitrice, R'kin lo tradisce e lo consegna all'Onda Annihilation come prigioniero. Kl'rt riesce a fuggire ma fallisce di salvare suo figlio dalla Mietitrice per poi sacrificarsi per distruggere la super arma.

### Annihilation
205 giorni dopo l'inizio dell'invasione, Nova forma un esercito chiamato il Fronte Unito per combattere l'armata di Annihilus. Fra i membri del fronte unito ci sono Drax, Gamora, Ronan, Firelord, Stardust e Peter Quill. Catturano una delle regine di Annihilus che gli rivela che Thanos, Tenebroso e Aegis si sono alleati con Annihilus e hanno catturato Galactus e Silver Surfer. Credendo di avere ottenuto abbastanza Potere Cosmisco, Annihilus ordina l'uccisione degli altri Araldi di Galactus.
Phyla-Vell, la figlia minore di Capitan Mar-Vell, raggiunge Drax e gli dice che sua figlia Dragoluna è stata rapita da Thanos minacciando di ucciderla se cercheranno di attaccarlo. Famelico lancia un attacco al Fronte Unito e ha molti ex alleati di Nova dalla sua parte, incluso Terrax.
Durante lo scontro, una lancia di energia riporta in vita il Super Skrull che si unisce al Fronte Unito. Le truppe di Famelico si ritirano con l'arrivo delle navi di Annihilus che ha trasformato Galactus in un'arma per distruggere interi pianeti. Il Fronte Unito è costretto a ritirarsi e Nova manda un messaggio di avvertimento agli eroi della Terra mentre Drax si mette all'inseguimento di Thanos.
Thanos spiega a Dragoluna che si è alleato con Annihilus solo per curiosità e quando scopre che lo scopo di Annihilus è la distruzione di tutte le forme di vita nell'universo, decide di liberare Galacuts, ma prima di poterlo fare viene raggiunto e ucciso da Drax con un colpo solo. Drax e Dragoluna liberano Silver Surfer che a sua volta libera Galactus.
Il furioso Galactus spazza via l'intera Onda Annihilation con una ondata di energia che disintegra anche i pianeti vicini e uno degli Osservatori.
Nello stesso tempo, Ronan e Super Skrull vanno sul pianeta Hala dominato dalla casata Fiyero. Ronan scopre che i Fiyero si sono alleati con Annihilus e che sono stati loro ad aver accusato di tradimento Ronan,
Ronan uccide i fiyero per poi uccidere l'Intelligenza Suprema, che era stata ridotta a un vegetale dai Fiyero e i Kree acclamano Ronan come loro imperatore.
Nova, Peter Quill e Phyla-Vell riescono ad avvicinarsi ad Annihilus con l'aiuto di Blastaar. Annihilus riesce a salvarsi dall'ondata di Galactus grazie alle Bande Quantiche per poi imbattersi in Nova che lo sfida a duello. Nel combattimento, Nova si ritrova in difficoltà contro Annihilus finché non venne abbandonato dalle Bande Quantiche che scelgono Phyla come loro nuova portatrice. Nova riesce ad uccidere Annihilus, vendicando la Nova Corps. Esausto, Nova vede il fantasma di Thanos che è finalmente insieme alla Morte.
Un trattato di pace fra i Kree e ciò che resta dell'Onda Annihilation viene firmato da Ronan che è costretto a cedere alcuni territori dell'impero Kree a Famelico. Infine Famelico rivela che Annihilus è rinato da una delle sue regine.

### Annihilation: The Nova Corps Files
The Nova Corps Files è una sorta di enciclopedia dei personaggi che compaiono nella saga.

### Heralds of Galactus (Araldi di Galactus)
Con la Morte di Annihilus, Terrax fu libero dalla sua schiavitù. Atterrò su un pianeta dominato da un parassita spaziale che uccise per riottenere il proprio onore.
Stardust torna ad essere un servitore di Galactus e gli dimostra la sua fedeltà dandogli in pasto un membro della sua razza.
Firelord dà la caccia ai servitori superstiti di Annihilus che distrussero il suo pianeta natale. Ne uccide molti ma altri gli implorano pietà e Firelord gli concede di vivere, ma solo se non compiranno altre stragi.
Galactus manda Silver Surfer all'inseguimento di Tenebroso e Aegis e li sconfigge con l'energia della Frattura.